# The Elusive Pimpernel (film fra 1919)
The Elusive Pimpernel er en britisk stumfilm fra 1919 af Maurice Elvey.

## Medvirkende
- Cecil Humphreys som Sir Percey Blakeney
- Marie Blanche som Lady Marguerite
- Norman Page som Chauvelin
- A. C. Fotheringham-Lysons som Robespierre
- Teddy Arundell som Colet d'Herbois